# 斯普利特角灯塔
斯普利特角灯塔（英语：Split Point Lighthouse）是位于澳大利亚维多利亚州大洋路小镇艾里斯湾的一座灯塔。塔高34米，塔顶海拔66米。

## 历史
该灯塔最初名为Eagles Nest Point，建于1891年。在27年間，共三名灯塔員在这个偏远地点工作，确保灯体正常运行并通过多种代码系统与船只进行通信。灯塔仍保留其原始结构，配有精美的楼梯和木制构件。探照灯在其历史上拥有超过三种不同的光源，至今仍在使用。1919年，灯塔转为自动化，使用乙炔气提供照明。1972年升级为电力运行。看守人的小屋和马厩构成了灯塔区域的固有组成部分。
原厂的一阶菲涅尔透镜仍在使用。然而，英国伯明翰附近的制镜厂在二战遭到轰炸，导致制造镜片晶体的配方丢失。固定灯体仍然使用灯光颜色的组合为数千艘船只照亮海路。根据澳大利亚标准灯塔惯例，红色滤光片通常放置在光束的最左侧和最右侧（指示经过的船只的“危险区域”，与锯齿状的海岸线一致）。由于未知的原因，分裂点灯塔在相反的系统下运行了很多年。尽管现在这个问题已经被纠正。

## 如今
灯塔位于艾里斯湾的联邦街，它帮助船只沿着奥特威角和朗斯代尔角菲利普港入口之间的维多利亚海岸行驶。从大洋路可轻松抵达。
自2005年夏天以来，一家商业公司开始定期提供游览活动，游客可以爬上楼梯，在灯室外的阳台上360度欣赏美丽的海岸景色，楼梯上有四个平台，沿途设有供休息的停留点，方便攀爬。灯塔内部的老照片突出了沉船、守护者的生活以及大洋路的建设。
現在灯塔每天都开放，旅客可自行游览或預先訂購導賞團，他们会讲述灯塔看守人和早期沉船的故事，解释灯光和通信系统的操作，并向成千上万的Round the Twist粉丝介绍、拍摄和操作这座灯塔。
原来的灯塔看守人宿舍是两栋毗邻灯塔的独立住宅，现在是私人住宅。原来的马厩和工作室现在是咖啡馆。

## 流行文化
在热门儿童电视连续剧《Round the Twist》中，Twist一家住在灯塔里，但剧中描绘的灯塔内部是布景。它是阿瑟·厄普菲尔德的侦探小说《The New Shoe》中的一个谋杀现场，该小说以他著名的侦探拿破仑·波拿巴为主角。2003年的电影《Darkness Falls》也曾在此取景，《我要做厨神》和《Travel Guides》(2022) 的剧集也曾在此拍摄。灯塔经常被用于旅游和广告，也是求婚和婚礼的地点。